# Кладово (община)
Кладово (серб. Кладово) — община в Сербии, входит в Борский округ.
Население общины составляет 22 364 человека (2007 год), плотность населения составляет 36 чел./км². Занимаемая площадь — 629 км², из них 45,8 % используется в промышленных целях.
Административный центр общины — город Кладово. Община Кладово состоит из 23 населённых пунктов, средняя площадь населённого пункта — 27,3 км².

## Статистика населения общины
| Год  | Население, чел. |
| ---- | --------------- |
| 1991 | 24 819          |
| 2001 | 23 760          |
| 2002 | 23 574          |
| 2003 | 23 331          |
| 2004 | 23 097          |
| 2005 | 22 873          |
| 2006 | 22 640          |
| 2007 | 22 364          |